# Прометеева полевка
Прометеевите полевки (Prometheomys schaposchnikowi) са вид дребни бозайници от семейство Хомякови (Cricetidae), единствен представител на род Prometheomys.
Разпространени са във високопланинските части на Кавказ, на територията на Грузия, Турция и Русия. Живеят в подземни дупки, които изкопават с ноктите си, и се хранят с растителна храна.